# Lesjukonskoje
Lesjukonskoje (ryska Лешуконское) är en ort i länet Archangelsk oblast i Ryssland. Folkmängden uppgick till 4 406 invånare vid folkräkningen 2010.